# Ebertidia haderonides
Ebertidia haderonides är en fjärilsart som beskrevs av Charles Boursin 1968. Ebertidia haderonides ingår i släktet Ebertidia och familjen nattflyn. Inga underarter finns listade i Catalogue of Life.